# القمار (فلم)
القمار (بالفرنسية: Baccara) هو فيلم أبيض وأسود كوميدي فرنسي من إنتاج عام 1935 أخرجه إيف ميراند. ألف موسيقى الفيلم جان لينوار.